# Yipsi Moreno González
Yipsi Moreno González   (Camagüey, 19 de novembre de 1980) és una atleta cubana, especialista en llançament de martell i guanyadora de dues medalles olímpiques.

## Carrera esportiva
Va participar, als 19 anys, en els Jocs Olímpics d'Estiu de 2000 realitzats a Sydney (Austràlia), on va aconseguir finalitzar quarta en la prova femenina de llançament de martell en la primera edició que aquesta prova passava a esdevenir part del programa oficial dels Jocs en categoria femenina. En els Jocs Olímpics d'Estiu de 2004 realitzats a Atenes (Grècia) va aconseguir guanyar la medalla de plata, en una competició on la seva compatriota Yunaika Crawford finalitzà tercera. En els Jocs Olímpics d'Estiu de 2008 realitzats a Pequín (República Popular de la Xina) va tornàr a repetir el segon lloc al podi.
Al llarg de la seva carrera ha guanyat quatre medalles en el Campionat del Món d'atletisme, dues d'elles d'or; tres medalles en els Jocs Panamericans, dues d'elles d'or; i una medalla d'or en els Jocs Centreamericans i del Carib.

### Millors marques
- Llançament de martell. 76,62 metres (2008)[3]